# Physemophorus sokotranus
Physemophorus sokotranus är en insektsart som först beskrevs av Burr 1898.  Physemophorus sokotranus ingår i släktet Physemophorus och familjen Pyrgomorphidae. Inga underarter finns listade i Catalogue of Life.